# 马沙杜斯
马沙杜斯是巴西伯南布哥州的一个市镇。总面积45.124平方公里，总人口10628人，人口密度235.5人/平方公里。